# Tupoljev Tu-95
Tupoljev Tu-95 (NATO naziv: Bear) je najuspješniji i najdugovječniji strateški bombarder izrađen u bivšem SSSR-u tijekom hladnog rata. Svaki od četiri turbo-prop motora pokreće dva propelera koji se vrte svaki u svoju stranu. Očekuje se da će avion letjeti za Ruske zračne snage do 2040. godine.
Zbog svojih moćnih motora bio je izuzetno bučan, tako da su kod njegovih posada bila vrlo česta oštećenja sluha.

## Dizajn i razvoj
1950. izdan je zahtjev Tupoljevu i Myasishchevu da započnu razvoj novog dalekometnog bombardera. Zahtjevi su bili da ima domet djelovanja bez nadopune goriva u zraku od 8000 km te nosivost od 11.000 kg. Veliki problem Tupoljevu je predstavljao odabir motora. Prva generacija mlaznih motora je trošila puno goriva dok su turbopropelerske motori omogućavali veliki radijus djelovanja, te je naposljetku Tupoljev odabrao brze turbopropelerske motore, a Myasischev mlazne motore.
Budući Tu-95 su pokretala četiri Kuznjecov NK-12 turbopropelerska motora koji su okretali osmerokraki kontra rotirajući dvostruki propeler. Osim kontra-rotirajućih propelera, Tu-95 ima konvencionalan izgled trupa sa strelastim krilima pod kutom od 35 stupnjeva u odnosu na trup zrakoplova. Ima podvozje tricikl konfiguracije s prednjim dijelom koji se uvlači prema nazad. Zrakoplov je prvi put poletio 1953.
Tu-95 je dugo vremena zapadu bio poznat pod oznakom Tu-20, jer mu je to bila izvorna oznaka u SSSR-u tijekom proizvodnje, no kada je već ušao u operativnu službu počeo se koristiti naziv Tu-95. Kao i njego američki konkurent, B-52 Stratofortress, Tu-95 je ostao puno duže u službi od drugih zrakoplova, zahvaljujući svojoj sposobnosti prilagodbe različitim zadacima. Prvotno je bio zamišljen kao nuklearni bombarder, kasnije platforma za lansiranje raketa i morsku ophodnju. Razvijene su čak i civilne inačice za prijevoz putnika i tereta.

## Susreti u zraku
Lovci i presretači zapadnih zemalja su često bili, a i često su, poslani da presretnu Tu-95 koji najčešće izvode vježbe u skupinama neposredno uz NATO zračni prostor. Neslužbeno se vjeruje da je i više puta i došlo do komunikacije između dvije strane tim putem.
- 1980. - Norveški F-16 sudario se u zraku s Tu-95 dok ga je pratio van Norveškog zračnog prostora. Prema iskazima, norveški F-16 se sve više i više približavao Tu-95 dok nije upao u njegovu zračnu struju od motora. Na kraju su se ipak oba zrakoplova uspjela sigurno vratiti.
- U lipnju 1999. -  ruski Tu-95, koji najčešće lete u paru, s dva Tu-160 došli unutar napadačkog dometa NATO prostora. Presreli su ih američki lovci te su se okrenuli u drugom smjeru bez kontakta.

Slična situacija se opet ponovila u rujnu.
- 29. rujna 2006. - NATO je poslao kanadske i američke lovce, da presretnu ruske Tu-95 bombardere koji su se približavali obali Aljaske i Kanade.
- Svibanj 2007. - RAF je posalo dva Tornada da presretnu Tu-95 koji je promatra englesku pomorsku vježbu.
- Srpanj 2007. - norveški F-16 i dva engleska Tornada presreli su dva Tu-95 koji su išli uz obalu Norveške prema Škotskoj.
- Kolovoz 2007. - Dva Tu-95 su presreli američki lovci dok je išao u smjeru američke baze na Guamu.

## Inačice
- Tu-95/1 - Prototip
- Tu-95/2 - Prototip
- Tu-95K - Eksperimentalna inačica s mogućnošću izbacivanja MiG-19 u letu.
- Tu-95M-55 - Platforma za lansiranje raketa.
- Tu-95N - Nova eksperimentalna verzija za izbacivanje mlažnjaka u letu.
- Tu-95LaL - Projekt izrade zrakoplova na nuklearni pogon.
- Tu-96 - Interkontinentalni bombarder dizajniran za letove na velikim visinama s novim TV-16 motorima.
- Tu-114 - Putnička inačica.
- Tu-116 - Putnička inačica koja je korištena dok Tu-114 ne bude završen. Samo su dva zrakoplova redizajnirana u ovu inačicu.
- Tu-95/Tu-95M - Osnovna inačica bez sonde za nadolijevanje goriva.
- Tu-95U - Trener inačica za obuku pilota.
- Tu-95K/Tu-95KD - Inačica posebno dizajnirana da nosi AS-3 Kangaroo raketu zrak-zemlja. Tu-95KD je ista inačica samo s mogućnošću dolijevanja goriva u letu.
- Tu-95KM - Inačica s poboljšanim sustavom za izviđanje.
- Tu-95RTs - Osnovna inačica specijalizirana za izviđanje na moru i navođenje.
- Tu-95MR - Osnovna inačica proizvedena posebno za mornaricu a korištena je za foto izviđanje.
- Tu-95K22 - Tu-95KM redizajniran da može nositi AS-4 Kitchen rakete, te opremljen s novijom avionikom.
- Tu-126 - Inačica za rano upozoravanje i nadzor zračnog prostora. Razvijena od Tu-114 koji je sam nastao od Tu-95.
- Tu-143 - Morska izvidnička inačica s mogućnošću protu-podmorničke borbe.
- Tu-95MS/MS6/MS16 - Potpuno nova inačica korištena kao platforma za lansiranje raketa.
- Tu-95U - Trener inačica za obuku pilota. Nekoliko ovih zrakoplova je još uvijek u službi.

## Tehničke karakteristike
Osnovne karakteristike
- posada: 7
- dužina: 49,5 m
- raspon krila: 51,10 m
- površina krila: 310 m
- visina: 12,12 m

Letne karakteristike
- najveća brzina: 920 km/h
- dolet: 15.000 km
- brzina penjanja: 10 m/s
- najveća visina leta: 13.716 m2
- specifično opterećenje krila: 606 kg/m
- motor: 4× Kuznetsov NK-12MV turbo-prop motora